# Telmatobius necopinus
Espèce
Statut de conservation UICN

 DD  : Données insuffisantes
Telmatobius necopinus est une espèce d'amphibiens de la famille des Telmatobiidae.

## Répartition
Cette espèce est endémique de la région d'Amazonas dans le nord du Pérou. Elle se rencontre dans la Cordillère Blanche à environ 2 050 m d'altitude.

## Description
Telmatobius necopinus mesure en moyenne 49 mm pour les mâles et 50 mm pour les femelles.

## Étymologie
Son nom d'espèce, du latin necopinus, « inattendu », lui a été donné en référence à la fois à la surprise de découvrir un membre du genre Telmatobius à une altitude si basse et de constater ses différences biochimiques et ostéologiques vis-à-vis de Telmatobius truebae qui lui est proche géographiquement et à laquelle elle ressemble.

## Publication originale
- Wiens, 1993 : Systematics of the Leptodactylid frog genus Telmatobius in the Andes of northern Peru. Occasional Papers of the Museum of Natural History, University of Kansas, vol. 162, p. 1-76 (texte intégral).